# 裴俊 (三国)
裴俊（？—？），字奉先，河东郡闻喜县（今山西省运城市闻喜县）人，裴茂之子，裴潜之弟，裴辑、裴徽的哥哥。
裴俊的姐夫是蜀地长史，裴俊送姐夫去蜀中，当时他只有十多岁，正遇上东汉末年的大乱，无法返回故乡。裴俊长大以后，声名为世所知，为蜀中所推崇，后担任蜀汉的光祿勳，地位在大司農孟光之上。裴俊的儿子裴越，在蜀汉灭亡后迁徙到洛阳，官拜议郎。